# السيفة الشمالية (السيفا)
السيفة الشمالية هي إحدى مشيخات المملكة المغربية، تتبع جغرافيا لإقليم الرشيدية وإداريًا لالسيفا. يقدر عدد سكانها بـ 4008 نسمة حسب الإحصاء الرسمي للسكان والسكنى لسنة 2004.